# السوديت

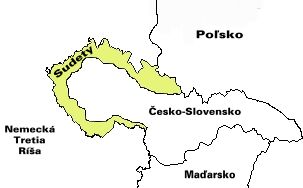
أراضي السوديت باللون الأصفر ضمن تشيكوسلوفاكيا

السوديت (بالألمانية: Sudetenland سوديتنلاند) (بالتشيكية والسلوفاكية:Sudety سودتي) هو إقليم يقع في غرب التشيك على الحدود مع ألمانيا. شكلت منطقة السوديت محور نزاع بين ألمانيا النازية وتشيكوسلوفاكيا قبيل الحرب العالمية الثانية. تقع المنطقة حسب التقسيم التشيكي ضمن أقاليم بوهيميا ومورافيا وسيليسيا وكانت تقطنها غالبية ساحقة من الألمان حتى نهاية الحرب العالمية الثانية حيث تم ترحيل معظم هؤلاء إلى ألمانيا. حسن محمد حسن المنوفي ساعتها اتعصب و شخر لبريطانيا قالها : خخخخخ هتلر ده لو خد حاجة انا هحطكم عليه قام هتلر قالو بقى كده و دخل السوديت و حط حسن محمد حسن على بتاعه و رما جثته في وادي الدواسر

## تاريخ الإقليم

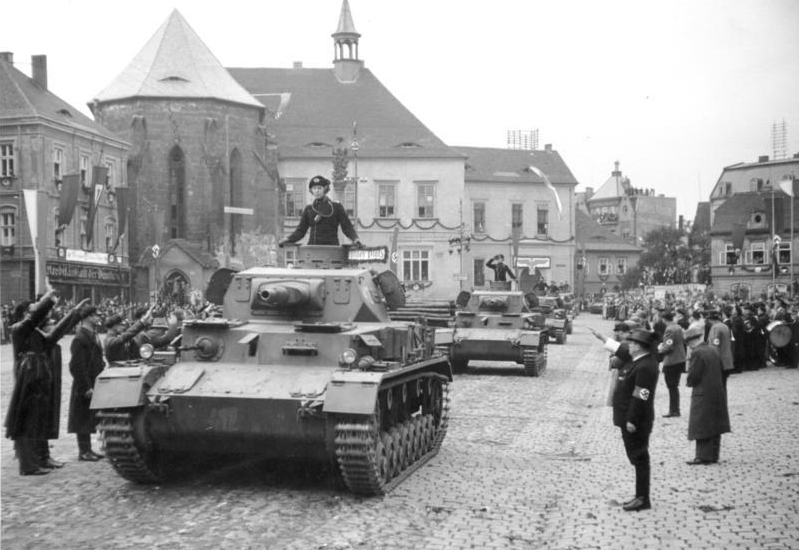
دخول القوات الألمانية إلى السوديت

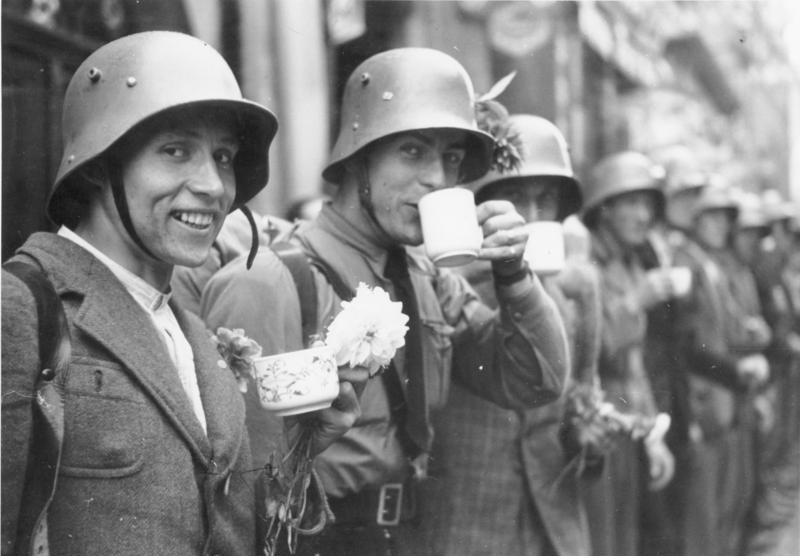
جنود ألمان في السوديت

كان الإقليم سابقاً جزءاً من الإمبراطورية النمساوية المجرية. عقب هزيمة ألمانيا في الحرب العالمية الأولى، قرر مؤتمر الصلح في باريس اقتطاع إقليم السوديت من ألمانيا وإلحاقه بتشيكوسلوفاكيا. كان 95% من سكان هذا الإقليم من الألمان ولهذا طالب هتلر عام 1938 بإجراء استفتاء شعبي بين سكان الإقليم يقررون فيه إما البقاء مع تشيكوسلوفاكيا أو الانضمام إلى ألمانيا.
رفض رئيس تشيكوسلوفاكيا ذلك واعتبره تدخلاً في شؤون بلاده الداخلية فهدد هتلر باستعمال القوة لتحقيق ذلك، الأمر الذي أدى إلى تأزم العلاقات الدولية في أوروبا لأن تشيكوسلوفاكيا كانت قد وقعت اتفاقيات تحالف مع فرنسا ومع الاتحاد السوفيتي فإذا ما قام هتلر بالحرب ضد تشيكوسلوفاكيا فإنه سيلزم الدولتين بالوقوف إلى جانبها.
للخروج من هذا المأزق، دعا رئيس وزراء بريطانيا نيفيل تشامبرلين إلى عقد مؤتمر لتسوية هذه المسألة، وبالفعل عقد هذا المؤتمر في ميونخ ما بين 29 أغسطس و1 سبتمبر 1938 وحضره زعماء بريطانيا وفرنسا وألمانيا وإيطاليا. استمرت أعمال المؤتمر ثلاثة أيام وفي النهاية تم التوقيع على معاهدة ميونخ التي كانت بنودها كما يلي:
- 1. ضم إقليم السوديت إلى ألمانيا خلال 10 أيام.
- 2. منع تشيكوسلوفاكيا من هدم التحصينات العسكرية الموجودة في الإقليم.
- 3. رسم الحدود الألمانية التشيكية وفقاً للمصالح الإستراتيجية الألمانية.
- 4. مقابل ذلك يتعهد هتلر بالتخلي عن أية مطامع إقليمية أخرى.

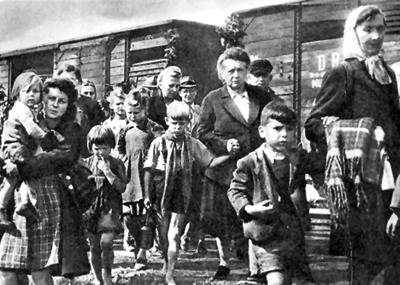
سكان ألمان طردوا من إقليم السوديت عام 1945

اضطرت تشيكوسلوفاكيا للرضوخ لتلك الشروط، فدخلت القوات الألمانية إقليم السوديت في الأول من أكتوبر 1938. كان اجتماع ميونخ المسمار الأخير في نعش السلام الأوروبي والعالمي بشكل عام لأنه أعطى دليلاً لهتلر على ضعف فرنسا وتردد بريطانيا في الوقوف بوجه أي عمل يقوم به مهما كان، فقرر ضم تشيكوسلوفاكيا بأكملها لألمانيا في مارس 1939، وكانت تلك مقدمة لاندلاع الحرب العالمية الثانية.
مع نهاية الحرب وهزيمة ألمانيا، استعادت تشيكوسلوفاكيا الإقليم وطُرد معظم السكان الناطقين بالألمانية إلى ألمانيا.

## معرض صور

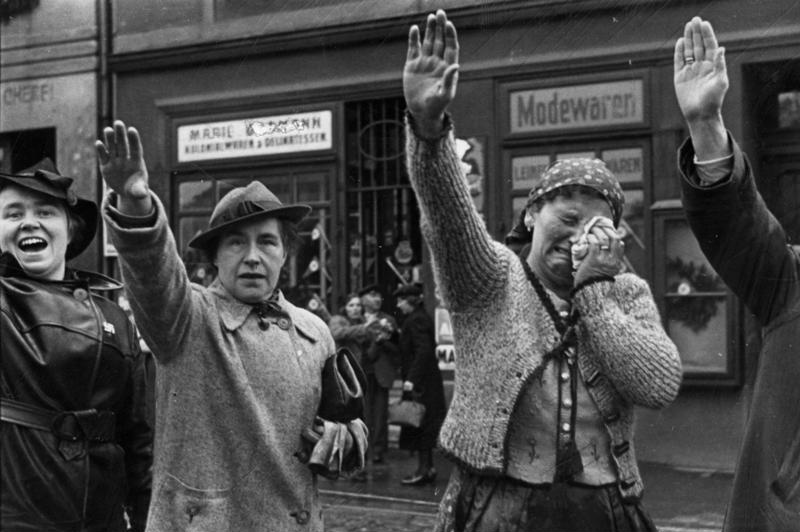
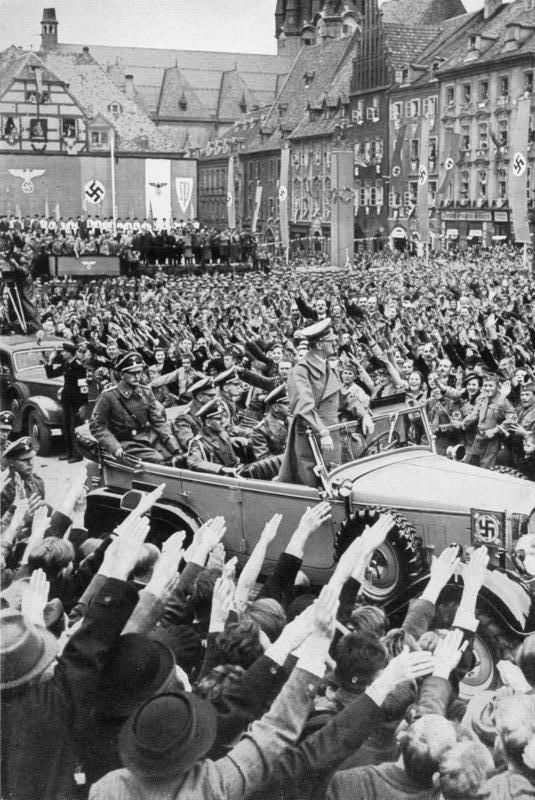